# Анунаки
Анунаки (също Ануна, Ананаки) са група шумерски, акадски, асирийски и вавилонски божества, известни от най-древните писмени източници. Свързани са, а понякога се покриват с Игиги. Като правило, за тях се говори сумарно, без да се посочват конкретни имена. Името означава „от кралска кръв“ или „от кралско потекло“.

## Игиги и Анунаки
В късния шумеро-акадския пантеон боговете са разделени на две родови групи – Игиги и Анунаки. Към Игигите обикновено са отнасяни главните богове. Анунаките често представят младшите богове; те обитават предимно подземния свят и земята, но понякога също и небесата. Разделянето на боговете на Игиги и Анунаки се появява през акадско време. Към младшите богове (Анунаки), изглежда, са били отнасяни боговете от локалните пантеони. Това разделение не е ясно и в широк смисъл означенията на двете групи – Игиги и Анунаки – биха могли да са синоними. Общият брой на Анунаките в източниците варира от 7 до 600, най-често се споменават 50 богове.